# Kieselbacher Kirche
Die  evangelische Kieselbacher Kirche ist die Dorfkirche von Kieselbach in der Krayenberggemeinde im thüringischen Wartburgkreis.
Sie bildet mit dem unterhalb liegenden Pfarrhaus eine örtliche Sehenswürdigkeit. Vor dem Pfarrhaus steht die neue Dorflinde auf einem mit Sandsteinquadern ummauerten Platz.
Die am Nordhang des Krayenberges errichtete Kirche ist eines der höchstgelegenen Gebäude von Kieselbach. Die als Kulturdenkmal ausgewiesene Kirche hat keinen Patron, das Alter ist unbekannt. Die alte Wehrkirche wird von einem großzügig angelegten Friedhof umgeben. Der Kirchturm, ab dem zweiten Obergeschoss in Fachwerkbauweise, stammt vermutlich aus der ersten Hälfte des 16. Jahrhunderts, möglicherweise ist er noch hundert Jahre älter.

## Bau
Der Kirchturm trägt ein mit roten Ziegeln eingedecktes Krüppelwalmdach, gekrönt von einer Wetterfahne mit der Jahreszahl 1522 und aufgesetztem Kreuz. Das oberste Turmgeschoss in Fachwerkbauweise birgt den Glockenstuhl mit drei Bronzeglocken. Nach Nordwest, Nordost und Südost sind Schallluken angebracht. Die beiden westlichen Seiten des Glockenstuhlgeschosses sind schieferverkleidet. Im oberen Bereich des nordwestlichen Trapezgiebels des Turms ist mittig weiße Turmuhr angebracht. An den drei nicht am Schiff anliegenden Seiten sind jeweils ein Rundbogenfenster eingebaut. An der dem Ort zugewandten Seite des Turms befindet sich ein später errichteter Anbau mit einem Satteldach, vermutlich die Sakristei. Daneben, an der Nahtstelle von Kirchenschiff und Turm, steht ein im Grundriss runder Treppenturm mit eigenem Eingang. Er trägt ein rundes Kegeldach mit einer Turmkugel.
Das Kirchenschiff wird von einem mit roten Dachziegeln versehenen Krüppelwalmdach bedeckt, das auf der südöstlichen Dachseite zwei, auf der nordwestlichen Seite eine gerade Schleppgaube beinhaltet. Das Dach bildet einen Trapezgiebel auf der südwestlichen Seite des Schiffes. Dort befindet sich auch das überdachte, etwas vorgebaute Eingangsportal unter einem Ochsenauge, über dem wiederum ein Paar dieser runden Fenster Licht ins Innere lassen. Weiteres natürliches Licht bekommt das Kirchenschiff durch jeweils zwei hohe Rundbogenfenster an seinen beiden Längsseiten.
Der sterngewölbte Altarraum mit bis zum Fußboden heruntergezogenen Gewölbestreben ist aus Sandstein und liegt unterhalb des Turmes. Die Enden der Gewölberippen zeigen in Stein gehauene Männerköpfe und die Steinmetzzeichen. Steinaltar, Fußboden und die verzierte Sakramentsnische stammen aus vorreformatorischer Zeit. 1692 erhielten Kirchenschiff und die auf Rundsäulen ruhenden Emporen ihre heutige Gestalt. Apostelköpfe, Mose, dessen Schwester Mirjam und König David sowie Bibelverse schmücken die Emporenbrüstungsfelder.

## Ausstattung
Die Kanzel ruht auf einer schraubenförmig gewundenen Säule. Die Brüstungsfelder zeigen Christus und die vier großen Propheten Jesaja, Jeremia, Ezechiel und Daniel. Den achteckigen Schalldeckel der Kanzel krönt ein aus Holz geschnitzter Engel mit dem Kreuzstab. Das Tonnengewölbe der Kirche wurde 1901 erneuert.
Die mechanische Orgel wurde 1985 von der Firma Gerhard Böhm aus Gotha erbaut. Sie verfügt über vierzehn Register, zwei Manuale und Pedal. 
Das Dach wurde 1997 neu gedeckt. 2005 erfolgte eine Innenrenovierung, am 31. Oktober 2007, dem Reformationstag, war die Glockenweihe. Außen, an der Nordostecke der Kirche, steht eine Glocke, die laut Inschrift im Ersten Weltkrieg gegossen wurde.

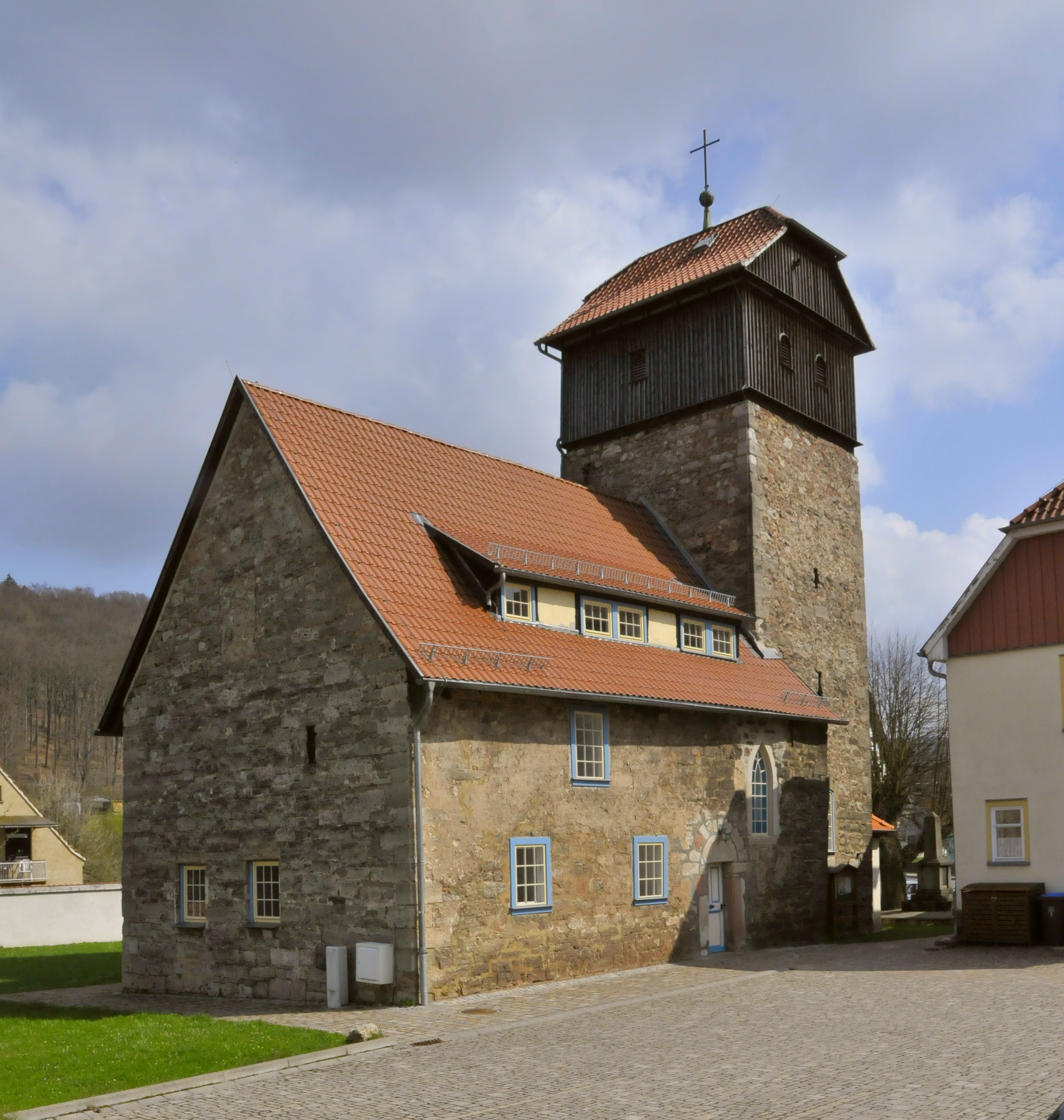
Förthaer Kirche

Die Kirche zeigt Ähnlichkeiten mit der Förthaer Kirche. Da diese in ihrem heutigen Erscheinungsbild jedoch als wiederhergestellte Kirche im Jahr 1674 erbaut wurde, also offensichtlich wesentlich später als die Kieselbacher Kirche, lässt sich vermuten, dass die Kieselbacher Kirche als Vorbild für den Förthaer Bau diente, es sei denn, dass der Förthaer Bau von 1674, der ja ein Neubau war, nach dem Muster seiner Vorgängerkirche von 1430 errichtet wurde. Sollte Letzteres zutreffen, könnte man spekulieren, dass beide Kirchen ursprünglich den gleichen Baumeister hatten.

## Lutherlinde
Vor der Kirche befindet sich die Lutherlinde. Sie wurde vermutlich am 10. November 1883 anlässlich des 400. Geburtstages von Martin Luther gepflanzt und 1954 als Naturdenkmal ausgewiesen.

## Bilder der Kirche

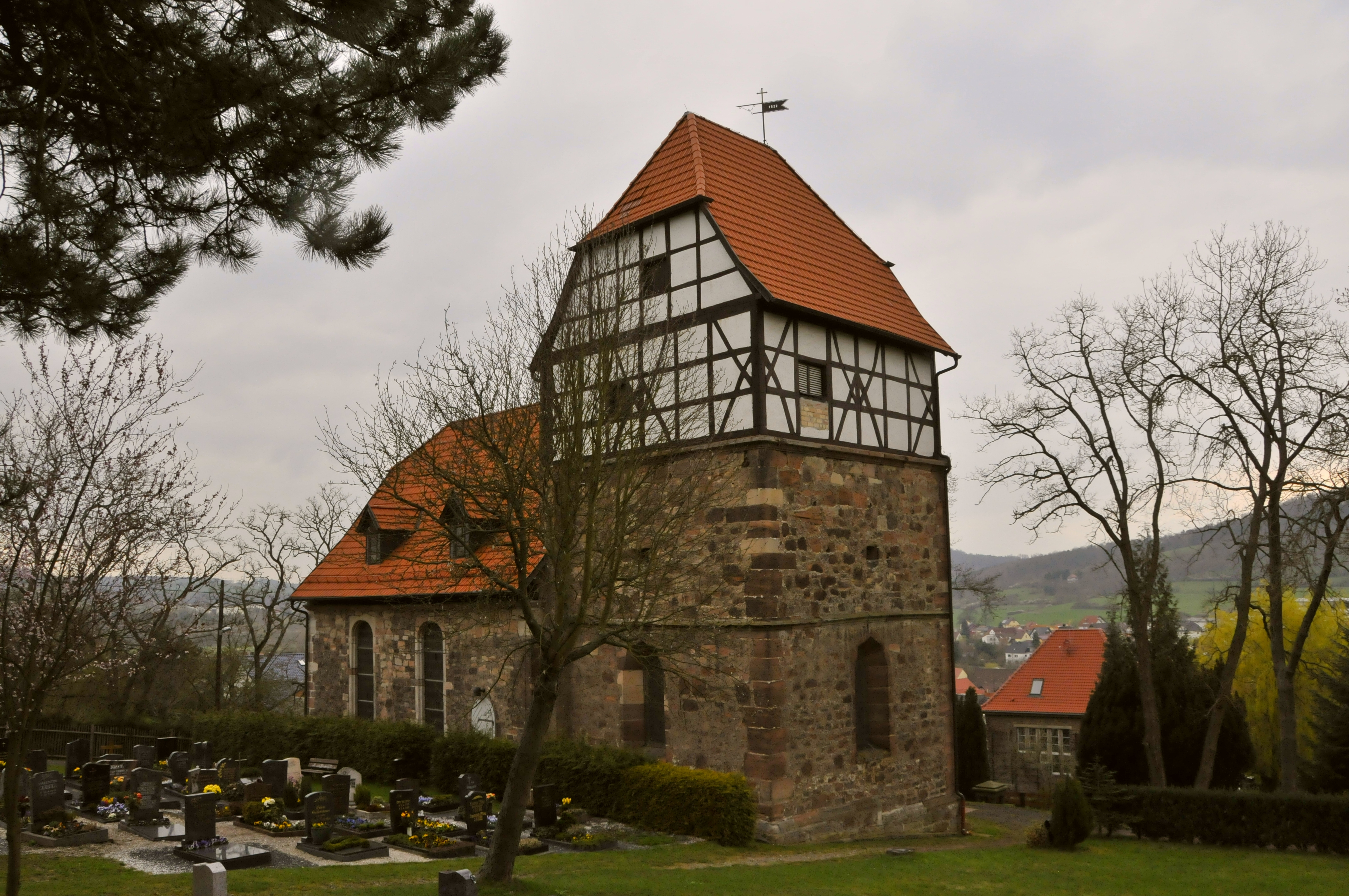
Blick aus Osten
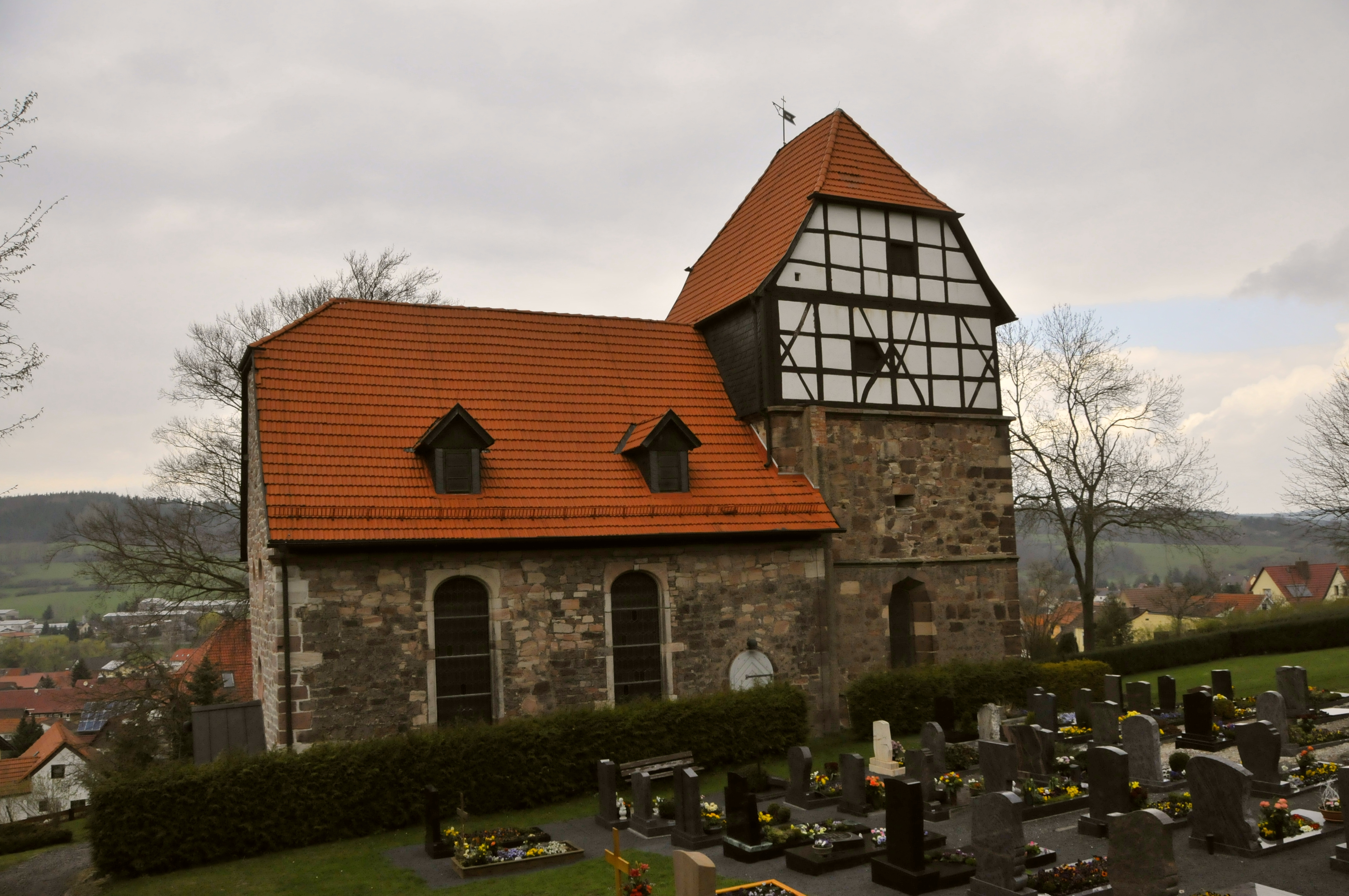
Blick aus Südost
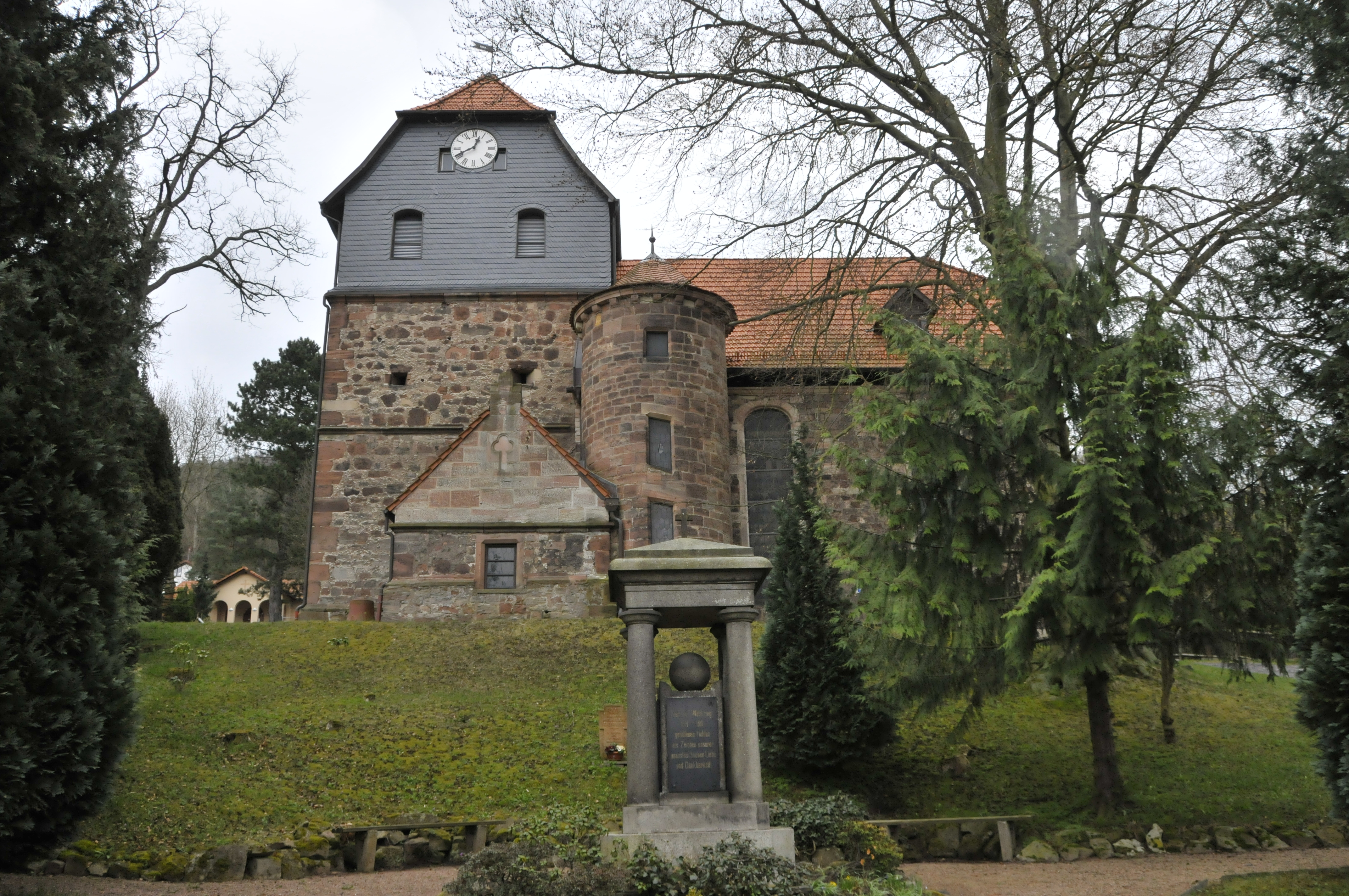
Blick aus Dorfrichtung mit vorgelagertem Kriegerdenkmal, in der Mitte des Kirchengebäudes der Treppenturm
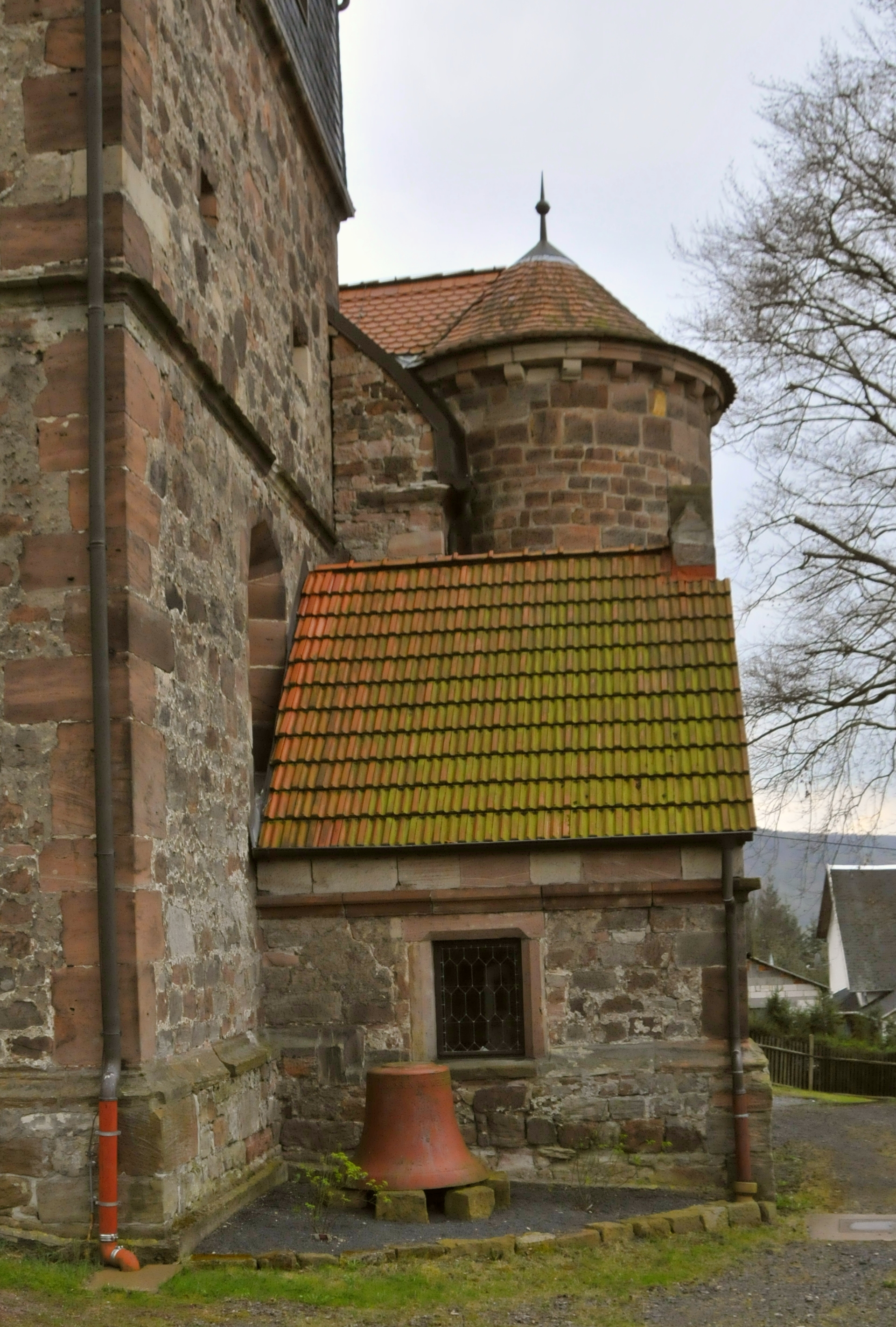
Blick auf die Nordostecke mit der Glocke aus dem Ersten Weltkrieg
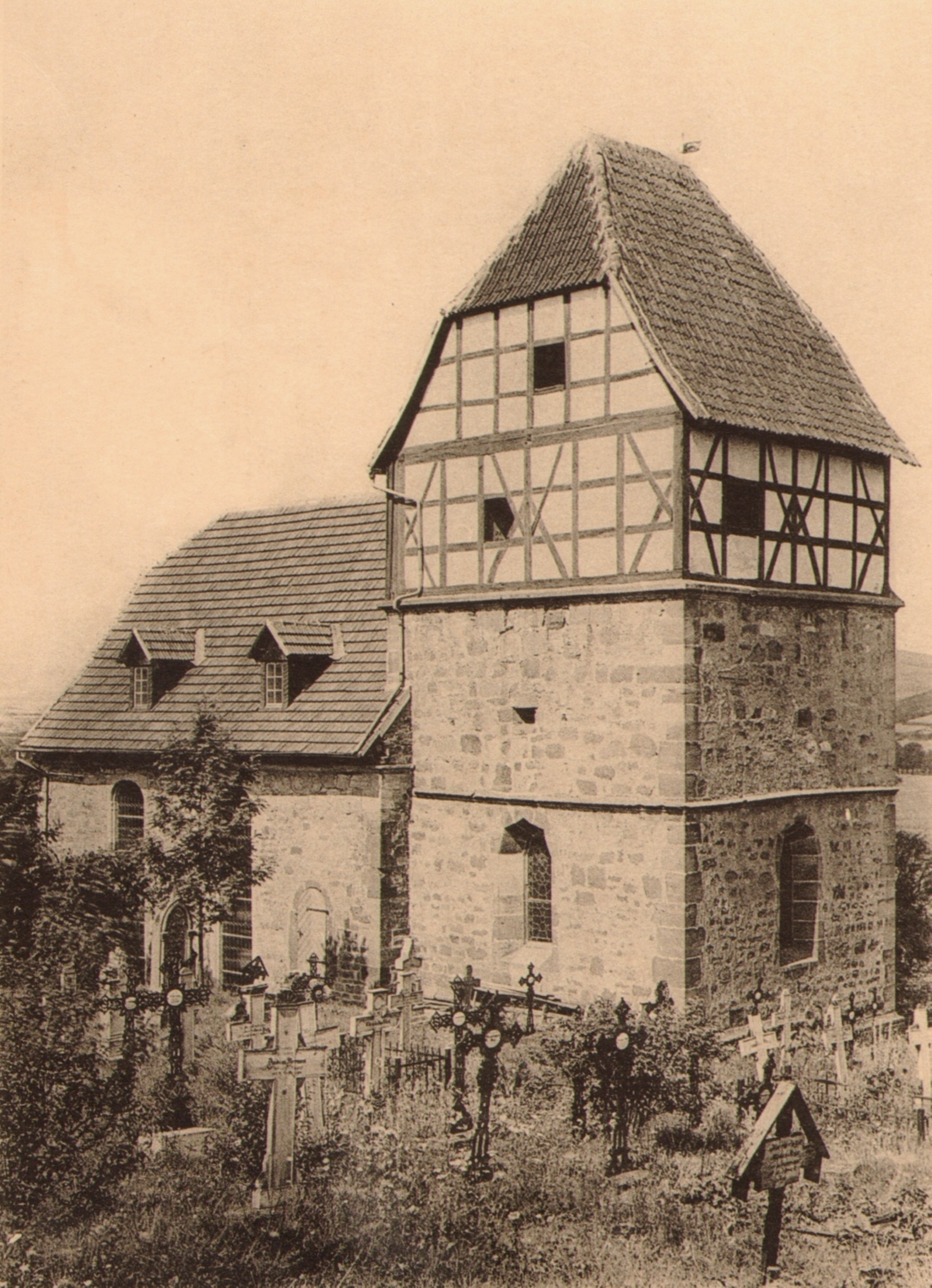
Die Kirche im Jahr 1910